# أليسون بيرد
أليسون بيرد هي كاتِبة وكاتبة للأطفال كندية، ولدت في 1963.